# Dichrometra
Genre
Les Dichrometra sont un genre de comatules de la famille des Mariametridae.

## Caractéristiques
C'est un genre de Mariametridae dans lequel les trois premières pinnules sont particulièrement allongées sans être rigides, la 3e pinnule (P3) étant la plus longue et s'effilant en une pointe délicate. Les brachitaxes sont aboralement lisses, généralement en étroite apposition latérale avec des côtés plus ou moins aplatis, ou séparés. On compte 22 à 43 segments par cirrhes, les distaux aboralement carénés ou avec une épine ou un tubercule.

## Liste des genres
Selon World Register of Marine Species (30 mars 2021) :
- Dichrometra articulata (Müller, 1849)
- Dichrometra austini AM Clark, 1972 -- Madagascar
- Dichrometra bimaculata (Carpenter, 1881)
- Dichrometra brachypecha H.L. Clark, 1915) -- Région indonésienne
- Dichrometra ciliata AH Clark, 1912 -- Océan Indien
- Dichrometra doederleini (Loriol, 1900) -- Océan Indien, peut-être jusqu'au Japon
- Dichrometra flagellata (Müller, 1841) -- Océan Indien occidental et probablement Indo-Pacifique tropical (0-45 m de profondeur)
- Dichrometra grandis (AH Clark, 1908)
- Dichrometra gyges (Bell, 1884)
- Dichrometra palmata (Müller, 1841) -- Océan Indien et Mer Rouge
- Dichrometra regalis (Carpenter, 1888) -- Pacifique nord-ouest
- Dichrometra stylifer (AH Clark, 1907) -- Océan Indien
- Dichrometra tenuicirra AH Clark, 1912 -- Région indonésienne

Himerometra grandis
Dichrometra palmata